# Гей-парад
Гей-пара́д (англ. Gay parade), также гей-прайд-пара́д (англ. Gay pride parade — Парад «гей-гордости»), прайд-пара́д (англ. Pride Parade — «Парад гордости») — акция, в основном принимающая форму шествия, задачей которого является видимость (каминг-аут) лесбиянок, геев, бисексуалов и трансгендерных людей (ЛГБТ) и других ЛГБТ-представителей, утверждение толерантного отношения к ним, защита прав человека и гражданского равноправия вне зависимости от сексуальной ориентации и гендерной идентичности (в том числе осуществление прав ЛГБТ на свободу собраний и самовыражения), проявление чувства собственного достоинства, проявление разнообразия и единства ЛГБТ-сообщества.
Гей-парады проходят более чем в 50 странах мира на всех континентах, включая такие традиционно религиозные и консервативные страны, как Турция, Ливан, Индия, Венесуэла, Колумбия и другие. В зависимости от конкретной ситуации гей-парад может носить характер карнавала или правозащитной демонстрации. Термин gay в названии — часть устоявшегося выражения: употребляется в данном случае не только по отношению к геям, но в широком смысле относится ко всем представителям ЛГБТ-сообщества.
В большинстве стран гей-парад является неотъемлемой и, возможно, самой значимой частью более крупного мероприятия — «гей-прайда» или просто «прайда» (англ. Pride Event), проводимого в различных формах: к примеру, фестиваля, ярмарки, пикника и так далее. Подобные мероприятия традиционно проходят летом (чаще всего в июне) в память о Стоунволлских бунтах, во время которых тысячи геев и лесбиянок оказали сопротивление полицейским репрессиям, и это выступление стало одним из символов борьбы сексуальных меньшинств за гражданские права.

## История
На рубеже XIX—XX веков в Германии образовалось первое движение, проводившее мероприятия, по смыслу схожие с современными акциями гей-прайда, которое возглавил Магнус Хиршфельд. В то время (с 15 мая 1871 до 11 июня 1994 года) в уголовном кодексе Германии присутствовал Параграф 175, который предусматривал наказания за действия сексуального характера между лицами мужского пола. Наиболее интенсивно Параграф 175 применялся в нацистской Германии (см. Гомосексуальность в Третьем рейхе). В общей сложности по этому параграфу были осуждены 140 000 мужчин. В версии от 15 мая 1871 года закон гласил, что «противоестественное прелюбодеяние между лицами мужского пола или человека с животным наказывается тюремным заключением с возможным лишением гражданских прав».
Магнус Хиршфельд, находясь под влиянием работ Карла Генриха Ульрихса, основал 15 мая 1897 года «Научно-гуманитарный комитет» — первую организацию, выступавшую за права геев. Задачей этого Комитета была деятельность ради отмены Параграфа 175, а также устранение предрассудков в отношении гомосексуальности и гомосексуалов. Настрой движения на борьбу за права гомосексуалов ярко выражен в опубликованном в 1921 году призыве «Научного гуманитарного комитета». В частности, там говорилось: «Гомосексуалы! Справедливого отношения к себе вы можете добиться только за счёт собственных усилий. Свобода быть гомосексуалом может быть отвоевана только самими геями». В 1903 году Хиршфельд распространил петицию за равные права для геев. Первым подписавшим петицию стал Альберт Эйнштейн, в числе подписавшихся также были Лев Толстой, Эмиль Золя, Герман Гессе и Томас Манн.
Организатором первых публичных акций за права гомосексуалов в США стало гомофильное Общество Маттачине Вашингтона. Основатель Общества Френк Камени был обвинён в гомосексуализме и с позором уволен из армии США. Он подал заявление иск в суд с требованием восстановить его, но дело проиграл. Камени впервые стал открыто утверждать, что гомосексуалы ничем не отличаются от гетеросексуалов. Его основной целью стало исключение гомосексуальности из списка психических заболеваний. В 1965 году, вдохновлённый движением за права геев и лесбиянок, Камени впервые организовал серию пикетов против дискриминации, которые прошли напротив Белого дома, а также других правительственных зданий. К концу 1960-х годов частота таких пикетов возрастала.
4 июля 1969 года гомофильное «Общество Маттачине» организовало ежегодный пикет напротив Зала Независимости в Филадельфии. Организаторы пикета Крейг Родвелл, Фрэнк Камени, Рэнди Уикер, Барбара Джиттингс и Кей Лоусен отправились на автобусе из Нью-Йорка в Филадельфию. С 1965 года пикеты были благопристойными: женщины носили юбки, мужчины — костюмы и галстуки. Мероприятия проходили очень спокойно. Однако в этот раз строгие правила были нарушены, когда две девушки неожиданно взялись за руки. Камени, испугавшись негативной реакции публики, развел их в разные стороны со словами: «Ничего подобного! Ничего подобного!». Однако после этого около десяти пар взялись за руки. Эти действия привлекли огромное внимание со стороны прессы, чего не было ранее. Участница пикета Лилли Винцента вспоминала: «Было понятно, что все меняется. Люди, которые чувствовали себя угнетенными, теперь почувствовали себя вполне свободно». После этого пикета Родвел вернулся в Нью-Йорк с намерением изменить прежний порядок вещей. Одним из дальнейших шагов стало планирование «Дня освобождения Кристофер-стрит» (англ. Christopher Street Liberation Day).
Тремя годами ранее, в августе 1966 года, в Сан-Франциско произошёл инцидент, вошедший в историю, как «Беспорядки в кафе Комптона» (англ. Compton's Cafeteria Riot). Это был один из первых в истории Соединённых Штатов зарегистрированных случаев беспорядков с участием трансгендерных людей. Участников беспорядков арестовали, а хозяин кафе запретил трансгендерным людям пересекать порог его заведений. На следующую ночь друзья арестованных организовали около кафе пикет протеста. К ним присоединились воинственно настроенные хастлеры, члены молодёжной гей-организации Vanguard, а также группа лесбиянок из организации Street Orphans. Пикет закончился массовым погромом. Считается, что этот случай предшествовал волне беспорядков, приведших к Стоунволлским бунтам в июне 1969 года.
Стоунволлские бунты, начавшиеся в ночь на 28 июня 1969 года в нью-йоркском гей-баре Стоунволл-инн, стали серией беспорядков и спонтанных демонстраций против полицейского рейда, когда представители ЛГБТ-сообщества оказали сопротивление узаконенной государством системе преследования сексуальных меньшинств. Бунты привели к столь значительным общественным переменам, что считаются исторической вехой. Они стали определяющим событием, ознаменовавшим начало массового движения за соблюдение прав человека в отношении ЛГБТ в США и во всём мире. По словам историка Дэвида Картера, это «было для гей-движения тем же, чем падение Бастилии было для начала Великой французской революции».
В ноябре 1969 года на конференции ЛГБТ-активистов Крейг Родвелл предложил ежегодно отмечать годовщину Стоунволлских бунтов массовыми выступлениями. Цель маршей он определил как распространение идей борьбы гомосексуалов за гражданские права, в частности — за «фундаментальное право человека перемещаться во времени и пространстве». Крейг предложил называть марши «Днём Освобождения Кристофер-стрит» (англ. Christopher Street Liberation Day) и проводить их по всей стране в последнюю субботу июня. При этом он призывал участников акций не стесняться своей внешности и образа жизни.
В 1970 году, в первую годовщину Стоунволлских бунтов, несколько сотен демонстрантов вышли на Кристофер-стрит. Эта акция считается первым гей-парадом. Его участники прошли протестным маршем против уголовного преследования за гомосексуальные акты и против законов, разрешающих дискриминацию геев и лесбиянок в сферах занятости и жилья, призывали гомосексуалов быть открытыми. Демонстранты несли плакаты и выкрикивали лозунги: «Лучше явный, чем скрытый!», «Что мы хотим? Освобождения геев! Когда мы это хотим! Сейчас!», «Скажи громко: Гей — это гордо!», «Из шкафа на улицу!». По словам одного из основателей «Фронта освобождения геев», марш являлся «утверждением и декларацией нашей новой гордости».
Такая демонстрация повторилась в следующем году и впоследствии стала ежегодным нью-йоркским гей-парадом. Летом 1970 года аналогичные выступления также прошли в других американских городах: Чикаго, Лос-Анджелесе, Сан-Франциско, Атланте и канадском Торонто. Постепенно на волне интенсивно растущего движения геев и лесбиянок за гражданские права годовщина Стоунволлских бунтов стала отмечаться по всей территории США и Канады. Первые гей-парады зачастую были малочисленны и вызывали протесты консерваторов, а их проведению препятствовали власти. Однако по мере признания обществом прав ЛГБТ-сообщества в контексте общегражданского равенства гей-парады потеряли свой конфронтационный характер.
Традиция проводить гей-парады пришла и в Европу. Первая демонстрация в Лондоне прошла в 1970 году, в Париже — в 1971 году, в Берлине — в 1979 году, в Дублине — в 1983 году. С течением времени гей-парады стали проводиться практически во всех странах Северной и Южной Америки, Европы, Австралии и Новой Зеландии, ЮАР, а также в ряде стран Азии (например, Турции, Израиле, Таиланде, Индии, Японии, Китае).
Крупнейший политический марш в современной истории ЛГБТ-сообщества состоялся 15 апреля 1993 года в Вашингтоне. «Марш за равные права для лесбиянок, геев и бисексуалов» (англ. March on Washington for Lesbian, Gay and Bi Equal Rights and Liberation) по разным данным собрал от 300,000 до 1,000,000 человек.
В дни проведения митинга в Вашингтоне было организовано множество мероприятий, в том числе художественные выставки, политические и общественные семинары, религиозные службы. На митинге после марша выступали: Джудит Лайт, Мелисса Этеридж, Ру Пол, Мартина Навратилова, Иэн Маккеллен, Эрта Китт, и другие.
Во время марша организаторы изложили несколько основных требований, среди которых было приравнивание членов ЛГБТ-сообщества в гражданских правах с гетеросексуалами, прекращение дискриминации и жестокого подавления на основе действительной или предполагаемой сексуальной ориентации, расы, религиозной принадлежности, пола и гендерной идентичности, инвалидности, возраста, класса, наличия или отсутствия ВИЧ/СПИД.

## Смысл и формы мероприятий

### Концепция «гей-гордости»
Большое значение в проведении гей-парадов играет идея открытости и видимости гомосексуалов. Организаторы акций призывают геев и лесбиянок не скрывать от окружающих свою сексуальную ориентацию, указывая на то, что люди, которые лично знакомы с представителями ЛГБТ-сообщества, менее склонны к гомофобии. Участие в «параде гордости» является одним из способов массового «выхода из подполья» (каминг-аута), что способствует развитию толерантного отношения общества.
Подавляющее число гей-парадов проходит под лозунгом «Gay Pride» (рус. гей-гордость, чувство собственного достоинства гея, транслит. гей-прайд). Это понятие означает концепцию ЛГБТ-движения, согласно которой гомосексуальные, бисексуальные и трансгендерные люди вправе не стесняться или стыдиться своей сексуальной ориентации и гендерной идентичности, а гордиться, испытывая чувство собственного достоинства, принимая себя такими, каковы они есть. Профессор философии Томас Лоуренс пишет, что на первый взгляд гордиться своей сексуальной ориентацией кажется столь же бессмысленно, как гордиться тем, что небо голубое, однако концепция гей-гордости имеет тот же смысл, какой вкладывали в 1960-х годах активисты движения против расовой сегрегации в США, провозглашая: «Я чернокожий, и я этим горжусь!» (англ. «I am black and I am proud!») — это был способ громогласно заявить о том, что быть чернокожим не стыдно.
Академик, социолог Игорь Кон полагал, что люди могут гордиться не только национальной или религиозной, но и сексуальной принадлежностью, поскольку для угнетённых меньшинств это может рассматриваться как форма самозащиты. В своей работе «Лакмусовая бумажка российской демократии» он высказал мнение, что лозунг «гей — это хорошо!» ответом тем, кто считает однополую любовь «неназываемым пороком».
По мнению известной российской и американской журналистки Маши Гессен, слово «гордость» было адресовано одному из организаторов гомофильных пикетов, который пытался разнять взявшихся за руки участников, а также полицейским, которые считали само собой разумеющимся право проводить «проверку пола». В статье «Зачем нужны гей-парады» Маша поясняет, что значок Gay&Proud стоит переводить как «Я гей, и мне нечего стесняться», поскольку человек не должен стесняться своей любви.

### Цели
Цели проведения гей-парада разнообразны. В западных странах на первый план выходит массовая демонстрация свободы самовыражения, чувства собственного достоинства, разнообразия и единства ЛГБТ-сообщества, его культурное развитие и самоопределение, торжество свободы личности. Гей-парад призван проявить открытость ЛГБТ-людей, визуально подтвердить их существование в обществе, поддержать толерантное отношение к ним, защитить права человека и гражданское равноправие для всех людей вне зависимости от сексуальной ориентации и гендерной идентичности. Гей-парад используется как средство привлечения внимания к насущным проблемам ЛГБТ-людей. На многих гей-парадах поднимаются различные социальные и политические вопросы, такие как противостояние дискриминации и гомофобии, проблема распространении эпидемии СПИДа, вопрос признания однополых браков, проблема уголовного преследования и смертных казней геев и лесбиянок в странах «третьего мира».

### Форма проведения
Также как и цели, форма проведения гей-парада может в значительной степени различаться. Гей-парады проходят как в форме гражданских манифестаций, так и в виде театрализованных шествий. ЛГБТ-активисты подчёркивают, что исторически гей-парады выросли из протестных маршей против дискриминации, проводившихся гомосексуалами в борьбе за права человека.
ЛГБТ-сообщество порой расходится в подходах к форме проведения гей-парадов. Так, в Тель-Авиве в 2010 году произошёл раскол оргкомитета проведения гей-парада по причине того, что некоторые гей-активисты хотели почтить память подростков, расстрелянных террористом-гомофобом, обособляясь от весёлых праздничных мероприятий.
В США иногда, чтобы сместить акцент на первоначальные и основные цели акции, шествие называют, например, марш за равенство или марш гордости. На таких демонстрациях выдвигаются требования соблюдения прав человека в отношении ЛГБТ, принятия законов, защищающих от дискриминации, признания однополых браков, выражается протест против гомофобии и насилия, поднимаются социальные вопросы, такие как борьба с эпидемией СПИДа, проблемы социальной защиты детей в однополых семьях и так далее.
Часть ЛГБТ-активистов принимают мнение, в большей степени распространённое в странах западного мира, считая, что гей-парад должен продвигать толерантное отношение к ЛГБТ путём культурного диалога, массового камин-аута через праздничную демонстрацию разнообразия. Такие гей-парады представляют собой шествие костюмированных участников, череду передвигающихся красочных платформ, музыкальные и танцевальные выступления, театральные мини-постановки, боди-арт, перфомансы, зачастую с эротическим подтекстом, наподобие предвеликопостного бразильского карнавала или берлинского парада любви.
На практике проявления двух указанных подходов смешиваются. Даже самые праздничные гей-парады обычно имеют моменты, посвящённые памяти жертв СПИДа и гомофобного насилия в виде специальных минут молчания и семинаров. Гражданский характер шествию придаёт также участие политических партий и общественных организаций со своими лозунгами, а делегации из стран третьего мира поднимают вопросы о проблемах ЛГБТ-людей в этих странах, таких как уголовное преследование, смертные казни, потворство властей насилию. Острые социальные пародии, например, на религию от представителей Ордена бесконечной снисходительности вызывают оживлённые споры. С другой стороны, на политизированных гей-парадах присутствует красочная радужная атрибутика и различные протестные перфомансы.

## Символика и название

### Символика
Одним из главных, популярных и самых узнаваемых символов является Радужный флаг, известный также как Флаг гордости (англ. Pride flag) и Флаг свободы (англ. Freedom flag). Традиционно флаг состоит из шести продольных полос, цвета которых идут в соответствии с природным порядком радуги сверху вниз: красный, оранжевый, жёлтый, зелёный, синий и фиолетовый. Флаг призван отображать единство в разнообразии, красоту и радость ЛГБТ-сообщества. Он является олицетворением гордости и открытости.
Радужный флаг был разработан Гилбертом Бейкером специально для гей-парада в Сан-Франциско (англ. San Francisco Gay Freedom Day) 1978 года. Этот год стал для местного ЛГБТ-сообщества историческим — впервые в Калифорнии «открытый» гей Харви Милк был избран на политический пост (в качестве члена городского наблюдательного совета).
Другим часто узнаваемым символом является дошедший до наших времён из Нацистской Германии Розовый треугольник (нем. Rosa winkel). Кампанию по популяризации «розового треугольника» как символа начали организации по защите прав человека в начале 1970-х годов.

### Название
Изначально первые американские гей-парады носили названия «День Свободы» (англ. Freedom Day) или «День Освобождения Геев» (англ. Gay Liberation Day). Однако в 1980-х годах они были заменены на «гей-парад» и «парад гордости».
На сегодняшний день в различных странах наименование гей-парада может разниться: например, в Австрии его называют Радужным парадом (нем. Regenbogenparade), в Голландии он носит название Розовая Суббота (нидерл. Roze Zaterdag), в Германии и Швейцарии — День Кристофер-стрит (англ. Christopher Street Day), в Японии — Радужный марш (яп. レインボーマーチ, англ. Rainbow March). В Латвии проходят Дни Дружбы, в Австралии гей-парады слились с карнавальными празднествами Марди Гра и носят одноимённое название.

## Организация, подготовка и проведение

### Места проведения
Гей-парады проходят в городах вне зависимости от количества проживающего в них населения будь то многомилионный Сан-Паулу или ирландский городок Слайго — самый маленький в мире город, проводящий гей-парад.
Чаще всего гей-парады проводятся в так называемых гей-кварталах (англ. gay village, также gay neighborhood, gay district) — городских районах, в которой проживает или которую часто посещает большое количество лесбиянок, геев, бисексуалов и трансгендерных людей. Наиболее крупные гей-парады проходят в районах: Кастро-стрит в Сан-Франциско, Французский Квартал в Новом Орлеане, Лэйквью в Чикаго, Оксфорд-стрит в Сиднее. Проведение гей-парадов в подобных районах очень удобны как для организаторов, так и для участников и зрителей, поскольку они имеют высокую концентрацию проживающих там ЛГБТ-жителей и обладают необходимой для геев и лесбиянок инфраструктурой — гей-барами, ночными клубами, гей-саунами, тематическими магазинами и т. д.
Во многих городах гей-парады проводятся на центральных улицах, например на Пятой авеню в Нью-Йорке, Авенида Паулиста в Сан-Паулу, на Трафальгарской площади в Лондоне и площади Бастилии в Париже, а в некоторых случаях гей-парады проводятся вне городских улиц, например «Amsterdam Canal Parade» проходит по каналу Принсенграхт и реке Амстел.

### Подготовка и проведение
Подготовка к проведению гей-парада обычно начинается сразу же после окончания предыдущего парада. Через официальные сайты мероприятия происходит набор волонтёров, помогающих организаторам.
Участники бронируют апартаменты и номера в гостиницах. Как правило, «лучшие варианты» заканчиваются за полгода до проведения гей-парада.
Гей-парады в разных городах мира собирают десятки, а иногда и сотни тысяч, а в некоторых случаях, миллионы участников и зрителей. В крупнейшем гей-параде в Сан-Пауло ежегодно принимает участие свыше трёх миллионов человек. Обычно гей-парады возглавляют командующие парадом — гранд-маршалы (англ. Grand Marshal) — почётные гости праздника, которые своим личным примером и гражданской активностью способствовали укреплению толерантного отношения к ЛГБТ. В разные годы гранд-маршалами становились, например: олимпийский чемпион Мэттью Митчем и американская комедийная актриса Лили Томлин в Сиднее, актёр Иэн Маккеллен в Манчестере, фигурист Джонни Вейр в Лос-Анджелесе, певица Синди Лопер в Сан-Франциско, британский баскетболист Джон Амечи в Чикаго. Нередко гранд-маршалами становятся известные политики и гей-активисты, например: мэр Чикаго Ричард Дэйли, бургомистр Берлина Клаус Воверайт, гей-активист Николай Алексеев.

### Освещение в СМИ
Многие гей-парады широко освещаются в национальных и международных СМИ. Так, в Австралии в 2011 году прямые включения с гей-парада транслировались по радио Joy 94,9 FM, Мельбурн и 2SER 107,3 FM, Сидней. Парад был также полностью показан в прямом эфире на канале Arena (FOXTEL). Ведущими трансляции были: танцор Луи Спенс («Кошки»), телеведущие Шарлотта Доусон («Топ-модель по-австралийски») и Руби Роуз («MTV Australia»), а также олимпийский чемпион Мэтью Митчем и комедийная актриса Каролин Рид (в образе «Пэм Энн»). Парад также транслировался через австралийскую спутниковую радиосеть (CBAA).

### Влияние на экономику
Ежегодно гей-парады и связанные с ним события посещает от нескольких тысяч до нескольких миллионов туристов. Гостиницы, бары и рестораны, а также магазины, торгующие сувенирами с ЛГБТ-символикой приносят городскому бюджету многомиллионные доходы.
К примеру, по разным оценкам ежегодный доход от гей-парада в Торонто составляет свыше $130 миллионов, в Новом Орлеане — свыше $160 миллионов, в Сан-Паулу — свыше $ 190 миллионов.

## Участники
Практически в каждом гей-параде участвуют представители различные политических партий, губернаторы и мэры городов, представители профсоюзов, а также дружественных социальных институтов и компаний, таких как Google, Microsoft, YouTube. Свою поддержку высказывают известные правозащитные и ЛГБТ-организации. В шествии также участвуют геи-инвалиды, геи-представители национальных меньшинств, геи-мусульмане и католики, а также геи — представители вооружённых сил, полиции, спасательных и пожарных служб.
В гей-парадах частно принимают участие видные представители спорта и звёзды шоу-бизнеса. Так в 2010 году в параде в Чикаго участвовал хоккеист Брент Сопел, который держал в руках Кубок Стэнли в память о погибшем в автомобильной аварии гее — игроке Чикаго Блэкхоукс Брендоне Бёрке.
Помимо прочих в гей-парадах в разной степени принимают участие работники порностудий, мужских журналов, гей-баров, ночных клубов и гей-саун.

### Правозащитные организации
Частым гостем практически на каждом гей-параде является основанная в 1961 году в Великобритании, международная неправительственная организация «Международная амнистия» (известная также как Amnesty, AI, Amnesty International, МА, «Эмнести»), которая ставит своей целью «предпринимать исследования и действия, направленные на предупреждение и прекращение нарушений прав на физическую и психологическую неприкосновенность, на свободу совести и самовыражения, на свободу от дискриминации в контексте своей работы по продвижению прав человека». Другой организацией, представители которой не редко участвуют в гей-парадах, является «Хью́ман Райтс Вотч» (англ. Human Rights Watch, HRW — Наблюдение за правами человека) — неправительственная организация, занимающаяся мониторингом, расследованием и документированием нарушений прав человека более чем в 70 странах мира.
Постоянным участником гей-парадов является некоммерческая организация «Родители и друзья лесбиянок и геев» (англ. PFLAG — Parents and Friends of Lesbians and Gays), объединяющая членов семьёй лесбиянок, геев, бисексуалов и трансгендерных людей, а также их друзей. PFLAG имеет более 500 филиалов и около 200 000 членов и сторонников в Соединённых Штатах и 11 других странах.
PFLAG занимается активной поддержкой семей и друзей членов ЛГБТ-сообщества с помощью образовательных и пропагандистских программ, помогает геям и лесбиянкам в преодолении отрицательной реакции общества на их образ жизни, а также активно борется против дискриминации ЛГБТ-граждан, участвует в движении за обеспечение равных прав, независимо от их сексуальной ориентации.
Наряду с организацией PFLAG в гей-парадах участвуют представители независимых студенческих организаций «Альянс геев и гетеросексуалов» (англ. Gay-straight alliances, GSAs, «гей-стрейт альянсы»). Подобные альянсы наиболее распространены в североамериканских и канадских школах, колледжах и университетах. Их целью является обеспечение безопасной, дружественной и терпимой атмосферы для лесбиянок, геев, бисексуалов, трансгендерных людей и их гетеросексуальных друзей и союзников. К 2007 году количество подобных организаций примерно превысило 3 000. В отличие от правозащитных ЛГБТ-организаций, альянсы геев и гетеросексуалов фокусируются на праве каждого человека, независимо от его сексуальной ориентации или идентичности, любить и быть любимым; на взаимопонимании, терпимости, взаимном уважении и признании того, что люди могут иметь разные предпочтения, в том числе и сексуальные; а также создании безопасной атмосферы для обсуждения проблем, с которыми сталкивается ЛГБТ-молодёжь.
Часто в парадах участвует Международная ассоциация лесбиянок и геев (ILGA), занимающаяся вопросами соблюдения прав человека по отношению к ЛГБТ. ILGA включает в себя более 600 ЛГБТ-организаций в примерно 110 странах мира, объединённых по регионам ILGA-Africa, ILGA-Asia, ILGA-ANZAPI (Австралия и страны Океании), ILGA-Europe, ILGA-North America, ILTGA-LAC (страны Южной и Центральной Америки).

### Религиозные организации
Хотя представители ортодоксальных течений и религиозные консерваторы часто высказываются о недопустимости проведения гей-парадов, существуют различные церкви и деноминации, выступающие в защиту прав ЛГБТ, а также религиозные организации, объединяющие ЛГБТ-верующих, которые принимают участие в гей-парадах.
В качестве примеров участия в гей-парадах таких христианских объединений можно назвать: Церковь Швеции, Епископальную церковь, Евангелическую лютеранскую церковь в Америке, Объединённую церковь Христа, Метропольную общинную церковь, Унитариано-универсалистские сообщества и многие другие. Международное и межконфессиональное Движение христиан лесбиянок и геев, базирующееся в Великобритании, также принимает участие в гей-парадах. В числе других ЛГБТ-организаций Европы это движение выступило в поддержку акций протеста против запрета гей-парадов в Москве.
В гей-парадах принимают участие и общины различных либеральных направлений иудаизма, таких как реформистский и реконструктивистский, и иудейские ЛГБТ-организации, как, например, Международный конгресс ЛГБТ-иудеев (World Congress of Gay, Lesbian, Bisexual, and Transgender Jews: Keshet Ga’avah). Существует небольшое число ЛГБТ-принимающих групп в либеральных движениях ислама, которые также участвуют в гей-парадах, например, «Аль-Фатиха» и «Мусульмане за прогрессивные ценности» (Muslims for Progressive Values).

### Представители субкультур
Немаловажную роль в гей-параде играют представители различных гей-субкультур.
Практически любой гей-парад, политическое ЛГБТ-шествие, спортивное мероприятие от США до Австралии открывают представительницы «Dykes on Bikes» (рус. Лесбиянки на мотоциклах) — международная сеть лесбиянок, предпочитающих мотоциклы в качестве средства передвижения. Выражение «Dykes on Bikes» является устоявшимся и зарегистрированным товарным знаком, поэтому часто используется со знаком ®.
Впервые «Dykes on Bikes» появились в 1976 году на гей-параде в Сан-Франциско. Поначалу мотоциклы находились не в начале колонны, а в середине, что создавало серьёзные проблемы, поскольку темп движения парада зачастую медленнее скорости мотоциклов. Со временем название «Dykes on Bikes» сменилось на более широкое — Женщины-Мотоциклистки, чтобы обозначить в своих рядах не только лесбиянок, но и бисексуалок и трансгендерных людей.
В последнее время не редки случаи присоединения к колоннам «Dykes on Bikes» мужской части ЛГБТ-сообщества. Так в 2002 году на параде в Сан-Франциско к более чем тысяче представительниц «Dykes on Bikes» присоединилось несколько десятков мужчин, которые назвали себя «Mikes on Bikes». На их мотоциклах было написано: «Hi, my name is Mike.» (рус. Привет. Меня зовут Майк).
Одними из самых многочисленных участников гей-парадов являются «медведи» (англ. Gay Bears) — представители гей-субкультуры, отличающиеся волосатостью тела (прежде всего, волосатостью на груди и животе), а также наличием бороды и усов. С начала 90-х годов американские гей-сообщества «медведей» активно распространили своё влияние на соседние Канаду и Мексику. Наравне с традиционным международным центром «медвежьей» культуры Сан-Франциско, не менее значимым становится мексиканская столица — город Мехико. Наравне с американским континентом, субкультура получила широкое распространение в европейских странах.
Не менее многочисленными участниками гей-парадов являются представители «кожаной» субкультуры, так называемые «Leathermen» (от англ. leather — кожа (материал) и англ. man — мужчина). В отличие от «медведей», в «кожаной» колонне участвуют не только представители ЛГБТ-сообщества, но и гетеросексуальные мужчины и женщины — представители многочисленных BDSM-субкультур, предпочитающие ношение в повседневной жизни и использование во время сексуальных практик кожаной одежды и аксессуаров.
Вместе с «мужчинами в коже» в параде принимают участие представители сравнительно молодого течения «Международное Братство BLUF» (аббр. англ. Breeches and Leather Uniform Fanclub — досл. Фан-клуб брюк и кожаной униформы), объединяющее геев и МСМ, испытывающих интерес к брюкам и униформе, выполненной из кожи. Одним из обязательных атрибутов также являются кожаные сапоги (англ. jackboots), в которые заправляются брюки. Ярким примером гиперболизированной маскулинности представителей BLUF являются работы художника Tom of Finland.
Зачастую, кожаная одежда BLUF напоминает униформу немецких солдат времён Второй Мировой войны. Однако, участникам братства строго настрого запрещено использование нацистской символики. Другим популярным стилем является униформа американских и немецких патрульных полицейских. Преимущественно представители BLUF проживают в странах Северной Европы: Бельгии, Дании, Финляндии, Франции, Германии, Ирландии, Нидерландах, Великобритании и Швеции; а также в Северной Америке. Однако члены братства проживают и в Южной Америке, Азии и Африке. Несмотря на довольно разрозненное члены братства часто проводят свои международные вечеринки и принимают участие в парадах, как в качестве участников, так и в качестве волонтёров.
Обособленно располагаются гей-скинхеды, которые крайне редко принимают участие в гей-парадах.
Гей-скинхеды (англ. Gay Skinhead) — представители гей-субкультуры, идентифицирующие себя с субкультурой скинхедов. Нередко гей-скинхедами становятся люди с сильными ультра-правыми политическими и моральными убеждениями. Поскольку подобные убеждения никак не связаны с сексуальной ориентацией, представителям движения скинхедов не особо интересны сексуальные предпочтения их собратьев. К геям в своих рядах скинхеды абсолютно равнодушны, а вот к остальным представителям ЛГБТ-сообщества относятся с настороженностью. Представитель одной из группировок скинхедов высказался по поводу геев:

Дана Интернэшнл поменяла пол, но она же выглядит и ведёт себя как настоящая леди, а на всяких там <…> смотреть противно. И ладно бы, они так себя вели в своих «Голубых устрицах», но вести себя подобным образом в центре города — недопустимо. А вот покойного гея Пима Фортайна я очень даже уважаю — правильный был мужик, смелее, умнее и образованней многих…
Организации гей-скинхедов (GSM — Gay Skinhead Movement) начали распространяться с конца 1980-х годов. В Европе крупнейшими объединениями гей-скинхедов являются «Gay Skinhead Group» в Великобритании, «Fenix Gay Skinhead Nation» в Бельгии и «French European Gay Skinhead Association» во Франция. Гей-скинхеды крайне редко принимают участие в гей-парадах вследствие того, что они отвергают мейнстрим гей-сообщества как слишком коммерциализированные.

## Знаменитые гей-парады мира

### «Европрайд» и «Всемирный парад гордости»
«Европрайд» (англ. Euro Pride) — крупнейшее европейское мероприятие, которое ежегодно проводится в столицах стран Европы. Помимо двухдневного гей-парада, традиционно завершающего мероприятие, во время проведения Европрайда, обычно длящегося до двух недель, проходят многочисленные спортивные и художественные мероприятия, концерты, различные клубные вечеринки, дни памяти жертв СПИДа. В 2015 году «Европрайд» впервые пройдёт в мусульманской стране — Турции.
Другим заметным событием в жизни ЛГБТ-сообщества является «Всемирный парад гордости» (англ. WorldPride) — организуемое международным объединением InterPride событие, которое помогает геям, лесбиянкам, бисексуалам и трансгендерным людям обратить внимание международного сообщества на свои проблемы.
Первый «Всемирный парад гордости» прошёл в Риме в 2000 году, в 2006 он без шествия прошёл в Иерусалиме, а в 2012 году парад пройдет в Лондоне и будет совпадать с XIX «Европрайдом» и XXX Летними Олимпийскими играми. С 2014 года «Всемирный парад гордости» будет проводиться раз в пять лет.
Город, который будет принимать «Всемирный парад гордости» избирается членами, входящими в InterPride на «Ежегодной конференции» (англ. Annual General Meeting). В 2014 году парад будет принимать Торонто, который опередил Стокгольм во втором туре голосования.

### Парад по каналам Амстердама
Парад по каналам Амстердама (англ. Amsterdam Canal Parade) проводится в первую субботу августа в центре столицы Королевства Нидерландов с 1996 года. Парад проходит в виде череды кораблей-платформ, проплывающих по водным каналам города. Проведение парада поддерживается городскими властями и является одной из самых известных туристических достопримечательностей Амстердама. Ежегодно парад посещает несколько сотен тысяч туристов, что делает его крупнейшим мероприятием, проходящим в Амстердаме.
Маршрут парада, в котором участвуют красочные катера, пролегает от Вестердока через Принсенграхт и реку Амстел к Остердоку.
Амстердамский гей-парад считается одним из самых успешных и признанных в мире. Помимо самого парада в центре города на площади Рембрандта проходят концерты, спортивные соревнования, уличные гуляния. В 2008 году в параде участвовала лодка Правительства Нидерландов и мэрии Амстердама. В тот год гей-парад посмотрело около 500 тысяч зрителей.

### «День Кристофер-стрит»
В Германии и Швейцарии ежегодно проходят гей-парады под единым названием — День Кристофер-стрит (англ. Christopher Street Day, сокр. CSD). Карнавалы и демонстрации проводятся в честь празднования успехов, достигнутых ЛГБТ-движением и против дискриминации ЛГБТ.
Первый CSD в Германии состоялся в 1979 году в Бремене и Западном Берлине. Первая демонстрация ЛГБТ прошла уже 29 апреля 1972 года в Мюнстере. В последующие годы также проходили различные демонстрации. Первый CSD в Швейцарии состоялся 24 июня 1978 года в Цюрихе. Тогда он был назван Christopher-Street-Liberation-Memorial Day.
На сегодняшний день практически в каждом крупном городе Германии проводится свой CSD. Крупнейшие из них проходят в Берлине и Кёльне. В 2002 году в Кёльнском параде приняло участие более 1,2 миллионов человек (непосредственные участники, гости и зрители).
В Германии нет чётко установленной даты для проведения CSD. Парады проводятся в один из выходных дней с июня по август. Во время CSD проводятся также и демонстрации, которые планируются различными организациями. В парадах принимают участие официальные делегации крупных компаний, некоммерческих организаций, политических партий. Наряду с CSD-парадами во многих городах проводятся различные городские уличные ярмарки или фестивали, открывающие или закрывающие неделю, на которой проводится CSD. Каждый год очередной CSD проходит под определённым лозунгом.

### «Orgullo Gay»
Мадридский гей-парад «Orgullo Gay» проходит в испанской столице в первую субботу после 28 июня. Впервые гей-парад был организован в 1979 году после смерти Франко. Сейчас мероприятие организовывается «Мадридским ЛГБТ-коллективом» (COGAM) и «Испанской федерацией геев, лесбиянок, бисексуалов и трансгендерных людей» (FELGTB) при поддержке национальных и международных ЛГБТ-организаций. Парад поддерживает множество известных организаций, таких как Microsoft, Google, Schweppes, а также различные политические партии и профсоюзы, включая Испанскую социалистическую рабочую партию, Объединённых левых. Мадридский гей-парад является крупнейшим гей-парадом в Европе, в котором ежегодно участвуют более 1,5 миллиона человек.
В 2007 году в Мадриде проходил «Европрайд», в котором участвовало около 2,5 миллионов человек. Около 200,000 человек прибыло на парад из других стран. Помимо Мадрида, «Европрайд» принимали также Барселона, Валенсия и Севилья.

### Гей-парад в Торонто
В рамках «Недели гордости» в Торонто организуется гей-парад, который проходит по Янг-стрит — одной из самых длинных улиц в мире. Мероприятие организуется «Pride Toronto».
В последние десятилетия Торонто стал одним из самых прогрессивных городов в плане позитивного отношения к ЛГБТ-сообществу в Северной Америке. Активисты одержала крупную победу в 2003 году, когда апелляционный суд Онтарио оставил в силе решение суда, согласно которому в провинции разрешались однополые браки. Гей-парад в Торонто является одним из старейших и крупнейших в Северной Америке. Ежегодно его посещают более миллиона человек.

### «Марш гордости»
«Марш гордости» (англ. Gay Pride March) — старейший в мире гей-парад, проходящий ежегодно 28 июня в Нью-Йорке. Маршрут парада берёт своё начало на Пятой Авеню и заканчивается в Гринвич-Виллидж напротив бара «Стоунволл-инн».
Нью-йоркский гей-парад официально называется Марш, а не парад. Организаторами нью-йоркского марша было принято, что до тех пор пока во всем мире не будет признано равенство ЛГБТ-сообщества, официально он будет называться не парад, а именно марш.
«Марш гордости», фестиваль «PrideFest» и вечеринка «Dance on the Pier» являются частью «Нью-йоркской Недели Гордости». Организатором мероприятия с 1984 года является организация «Heritage of Pride».

### Чикагский гей-парад
В последнее воскресенье июля в Чикаго проходит ежегодный гей-парад (англ. Chicago Pride Parade). Парад является кульминационным событием «Американского Месяца Гордости», проведение которого в Чикаго было утверждено Городским Советом и лично мэром Чикаго.
Первый гей-парад был организован в субботу, 27 июня 1970 года. Демонстранты прошли маршем от Парка Вашингтон-сквер к Чикагской ВНБ, откуда многие спонтанно двинулись в центр города к Дейли Плаза. В настоящее время парад проходит по главным улицам района Лэйквью. Парад начинается в полдень на Холстед-стрит и заканчивается на пересечении Диверси Парквей и Кенон Драйв.
В связи с ростом политической активности ЛГБТ-американцев и наличием у представителей ЛГБТ-сообщества высоких финансовых ресурсов, политики штата Иллинойс, как из демократической и республиканской партий, усиливают своё присутствие на параде. Среди наиболее заметных фигур можно отметить бывшего Губернатора штата — демократа Рода Благоевича и бывшего казначея — республиканку Джуди Баар Топинку. Оба имели большую поддержку со стороны ЛГБТ-избирателей.
28 июня 2009 года более 500 тысяч зрителей наблюдали 40-й ежегодный гей-парад в Чикаго. Среди участников были несколько оркестров, танцевальных трупп, а также множество политических деятелей. В гей-параде 2011 года участвовало более 250 организаций, а зрителями стало более 800 тысяч человек.

### Гей-парад в Сан-Паулу
Гей-парад в Сан-Паулу (порт. Parada do Orgulho LGBT de São Paulo) проходит на одной из главных магистралей города — Авенида Паулиста с 1997 года. В 2006 году парад официально попал в Книгу рекордов Гиннесса, как крупнейший гей-парад в мире. По количеству участников парад уступает только проводимым в Сан-Паулу соревнованиям Формулы-1.
Основанная в Бразилии организация «Ассоциация парада гордости геев, лесбиянок, бисексуалов и трансгендерных людей» (APOGLBT) организует парад с 1999 года. Ежегодно парад, в котором участвует более 3,5 миллионов человек, освещается крупнейшими бразильскими СМИ. Гей-парад в Сан-Паулу получает широкую поддержку со стороны бразильского правительства и многих знаменитостей. В дни проведения парада город посещает свыше 400,000 туристов.

### «Марди Гра Парад»
Сиднейский Марди Гра Фестиваль завершается ежегодным «парадом гордости». В костюмированном параде участвуют около 8.500 человек и около 300.000 зрителей. Несмотря на своё название, «Марди Гра Парад» никак не связан непосредственно с праздником Марди Гра.
Маршрут парада, протяжённостью 1,7 километра, пролегает по Оксфорд-стрит, далее по Флиндерс-стрит до Гайд-парка и повторяет маршрут парада в День АНЗАК. Движение в этом районе перекрывается. Во время парада вдоль его маршрута расположены зрительские места. Парад традиционно начинается с проезда представительниц «Dykes on Bikes» по Оксфорд-стрит, который часто сопровождается фейерверком. Командующим парадом (Grand Marshal) в разные годы становились: актёры Руперт Эверетт и Лили Томлин, олимпийский чемпион Мэтью Митчем, модель Аманда Лепор.

### Кейптаунский гей-парад
С 2001 года в Кейптауне проходит Кейптаунский гей-парад (англ. Cape Town Pride), который является крупнейшим ЛГБТ-событием не только Южно-Африканской Республики, но и Африки в целом. Он стал первым подобным мероприятием со времён падения в стране режима апартеида. Гей-прайд обычно начинается в конце февраля и сопровождается вечеринками, спортивными и культурными мероприятиями. Растущий в последние несколько лет интерес к фестивалю привлекает все больше участников, в том числе из других стран.
Ежегодно фестиваль посвящяется определённой теме. Так в 2006 году темой фестиваля стало «Единство культур», в 2007 году — «Карнавал Любви», в 2009-м — «Кейптаун объединяет Культуры», а в 2011 году «Любовь во всем многообразии». В декабре 2010 года ЛГБТ-сообщества Южной Африки продемонстрировали официальный южноафриканский гей-флаг. Флаг был создан и разработан жителями Кейптауна Генри Бантжесом и Эженом Брокманом.

## Сопутствующие мероприятия
Совместно с гей-парадами в рамках акций «гей-прайда» могут проходить различные мероприятия, проводимые как отдельно, так и в течение многодневных фестивалей, таких как: «Американский Месяц Гордости», «Неделя гордости в Торонто», «Сиднейский Марди Гра Фестиваль», «Южный Декаданс» и другие. Подобные фестивали ЛГБТ-культуры проходят ежегодно и привлекают огромное количество туристов со всего мира. Фестиваль включает в себя различные мероприятия, такие как спортивные мероприятия, пляжные и клубные вечеринки, показы фильмов и спектаклей на ЛГБТ-тематику. В большинстве случаев фестиваль заканчивается гей-парадом и концертом, который посещают звёзды мировой величины.

### Спортивные мероприятия
Параллельно с гей-парадом проводятся многочисленные спортивные фестивали, в которых могут принимать участие люди любой сексуальной ориентации и любого уровня спортивного мастерства. Как и гей-парады, спортивные соревнования играют важную роль для улучшения взаимопонимания между людьми разных идентичностей и укрепления в людях чувства собственного достоинства. Подобные мероприятия доказывают, что, несмотря на расхожие мнения, геи и лесбиянки способны на выдающиеся спортивные достижения. Во время гей-парада в Лос-Анджелесе устраивается забег «LA Front Runners Run», в Ванкувере проходят гей-игры «Vancouver Outgames». В Сиднее, в дни проведения Марди Гра, проходит крупный «Спортивный Марди Гра Фестиваль» (англ. Sydney Mardi Gras Sports Festival), в программу которого включены ежегодная парусная регата (англ. Australian Sailing and Cruising Club Annual Regatta), турнир по теннису (англ. Tennis Sydney's Mardi Gras Championships), велокросс (англ. Sydney Spokes Find Love on 2 Wheels) и пятикилометровый забег (англ. Mardi Gras Fun Run), а также множество других мероприятий. Также во время фестиваля проводятся и шуточные спортивные мероприятия, как например «Drug Races», где переодетые в женскую одежду мужчины кидают на дальность дамские сумочки, наполненные косметикой, и соревнуются в беге на каблуках по раскалённому песку.

### Культурные мероприятия
Во время ЛГБТ-фестивалей часто проводятся театральные и кинофестивали, связанные с ЛГБТ-темтатикой, основной задачей которых является укреплении разнообразия сообщества геев, лесбиянок, бисексуалов и трансгендерных людей, визуальное подтверждение существования в обществе ЛГБТ-лиц с помощью поддержки и продвижения широкого спектра культурных мероприятий и художественного воплощения ЛГБТ в кино, видео и других видах искусства. В Ванкувере проводится «Ванкуверский квир-кинофестиваль» (англ. Vancouver Queer Film Festival), в Перте — «Pride Queer Film Festival». В Нью-Йорке в дни проведения Марша гордости проходит театральный фестиваль «Shakespeare in the Park». Одним из крупнейших международных кинофестивалей является проводимый американской некоммерческой медиа-арт организацией Фреймлайн (англ. Frameline) «Международный ЛГБТ-кинофестиваль в Сан-Франциско» (англ. The San Francisco International LGBT Film Festival). Основанное в 1977 году, в настоящее время это мероприятие является старейшим ЛГБТ-кинофорумом.
Во время крупных гей-парадов проводятся конкурсы красоты среди мужчин-геев. Крупнейшим конкурсом является всемирный конкурс красоты «Мистер Гей Мира» (англ. Mr Gay World) с 2009 года ежегодно проходит в стране победителя предыдущего конкурса. Последние два года титул «Мистер Гей Мира» завоёвывали выходцы из ЮАР, поэтому конкурс второй год подряд будет проходить в Кейптауне в дни проведения кейптаунского гей-парада. В конкурсе участвуют молодые люди из более чем сорока стран, включая Россию и страны Ближнего Востока.
Помимо конкурса «Мистер Гей», представители BDSM-субкультуры проводят свои конкурсы. Так, в Оттаве проходит конкурс «Мистер-Кожа Оттавы» (англ. Mr. Leather Ottawa), а в Соединённых Штатах — международные конкурсы «Мистер-Кожа» в Чикаго (англ. International Mr. Leather) и «Мисс-Кожа» в Сан-Франциско (англ. International Ms. Leather). В Дублине проводится конкурс «Альтернативная Мисс Ирландия» (англ. Alternative Miss Ireland), в котором могут участвовать как женщины, так и мужчины, и даже животные. Во время проведения конкурса организуется сбор средств в фонд борьбы со СПИДом.
До, во время и после гей-парада проводятся различные концерты, пляжные и клубные вечеринки, которые являются его неотъемлемой частью. Например, ночная вечеринка в Сиднее на данный момент — одно из крупнейших танцевальных мероприятий в Австралии. Вечеринка проводится в здании Хорден Павилион (англ. Hordern Pavilion) в районе Мур-парк (англ. Moore Park). Ежегодно количество человек, покупающих билеты на мероприятие варьирует от 17.000 до 20.000.
В разные годы на вечеринке давали концерты различные звёзды, такие как: Кайли и Данни Миноуг, Бой Джордж, Village People, Джимми Самервилл, Даррен Хейз, Джордж Майкл, Синди Лопер, Келли Роланд, Адам Ламберт, Алексис Джордан и другие.

### Субкультурные фестивали
Представители различных гей-субкультур не редко проводят свои собственные фестивали, которые могут как совпадать с проведением гей-парада, так и проходить в другие дни. Главной идеей подобных мероприятий является одно из основных гражданских прав: право на самовыражение.
Одним из крупнейших мероприятий, устраиваемых «медведями», является ежегодный чикагский «Bear Paw Calypse», во время которого проводятся различные вечеринки, а также городские и водные экскурсии.
С начала 2000-х годов в Барселона проводится крупнейший общеевропейский фестиваль медведей «Bearcelona» Помимо Испании, подобные мероприятия ежегодно проводятся в Берлине, Кёльне, Мадриде, Лондоне, Вашингтоне Сан-Франциско, Лос-Анджелесе и других городах.
Любители кожи также устраивают свои ежегодные мероприятия. Так, крупнейшим в Австралии является проводимая с 1990 года «Сиднейская Кожаная Неделя Гордости» (англ. Sydney Leather Pride Week), которая объединяет не только любителей кожаной одежды, но также и представителей различных BDSM-субкультур. Во время фестиваля проходят различные мероприятия, включая выставки, конкурс Мистер-Кожа Австралии, а также самую большую в Австралии фетиш-вечеринку.
Помимо Австралии многочисленные «кожаные» мероприятия ежегодно проводятся в Антверпене, Кёльне, Амстердаме, Торонто, Ситжесе и других городах.
Поскольку участие гей-скинхедов в гей-парадах является крайне редким, они проводят свои мероприятия. Многие представители гей-скинхедов являются противниками не только гей-парадов, но и гей-движения в целом, поскольку считают, что ЛГБТ-организации сотрудничают с фондами, финансируемыми западными странами, в частности США, и прочими конторами, которые проводят откровенно антинациональную политику. Наиболее многочисленные мероприятия гей-скинхедов проходят в Берлине, Амстердаме и Стокгольме.
Зачастую разницу между подобными мероприятиями крайне сложно проследить, поскольку субкультуры нередко переплетаются между собой и различия между ними стираются. Например, одним из постоянных атрибутов медведей является кожаная жилетка, надетая на голое тело. Мужчины в коже в свою очередь нередко объединяются по фетишам, одним из которых становятся гей-скинхеды, как например, голландский «GET RUFF» шведская вечеринка, организуемая «Scandinavian Leather Men», или немецкий «Berlin Leder und Fetisch», где смешиваются воедино представители кожаной субкультуры, фетишисты и гей-скинхеды.

## Гей-парады и ЕСПЧ
Проведение гей-парадов во многих городах стран бывшего СССР по-прежнему сталкивается с трудностями. Гей-активисты трёх стран — Польши, России и Молдовы обращались в Европейский суд по правам человека в связи с запретами гей-парадов. Во всех случаях ЕСПЧ подтвердил права сексуальных меньшинств на свободу собраний.
В Варшаве проведение гей-парада в 2005 году было запрещено тогдашним мэром Лехом Качиньским, под предлогом того, что он «может способствовать распространению гомосексуализма в столице», хотя, несмотря на это, несколько тысяч человек всё равно прошли маршем по столице Польши. Решение властей было обжаловано в Европейском суде по правам человека, который присвоил делу название Бачковски против Польши. В 2007 году ЕСПЧ постановил, что запрет проведения гей-парадов является незаконным и дискриминационным. С 2008 года гей-парады проходят в Варшаве без препятствия со стороны властей.
В Москве акции гей-парада, приуроченные к годовщине отмены уголовного преследования гомосексуалов в России, регулярно запрещаются с мая 2006 года. Активисты проекта GayRussia.Ru ежегодно проводят акции, несмотря на запреты, подвергаясь разгонам и задержаниям. В 2010 году к движению присоединились ЛГБТ-активисты из Петербурга, объявив о намерении проводить гей-парады в Санкт-Петербурге. В связи с запретами гей-парадов по заявлению их организатора Николая Алексеева ЕСПЧ было заведено дело «Алексеев против России», и в 2010 году ЕСПЧ признал незаконным запреты. Тем не менее, российские власти вновь запретили проведение гей-парада в 2011 и в 2012 годах.
В Молдове гей-активисты получили отказ в разрешении на проведение демонстрации сексуальных меньшинств в Кишеневе в 2005 году. В 2012 году ЕСПЧ вынес вердикт о том, что молдавскими властями были нарушены статьи 11 и 14 Европейской конвенции о защите прав человека (право на свободу собраний и запрет дискриминации), в связи с чем ЕСПЧ обязал власти выплатить заявителям компенсацию около 11 тысяч евро.

## Критика

### Критика со стороны религиозных организаций
Римско-Католическая Церковь
Представители Римско-Католической и Русской Православной Церкви выступают против проведения гей-парадов. Председатель ОВЦО РПЦ Всеволод Чаплин считает, что проведение гей-парада в России противоречит «воле большинства населения страны», а митрополит Иларион высказал мнение о том, что гей-парады, которые проходят в Париже и Берлине, нарушают права верующих, которые живут в этих «некогда христианских» городах. Официальные представители христианских церквей выступают против насилия в отношении участников гей-парадов.
Протестантизм
Одним из самых одиозных представителей протестантизма, критикующих проведение гей-парадов, являлся Фред Фелпс — протестантский пастор, глава Баптистской церкви Уэстборо, который прославился своими радикальными высказываниями и организацией акций протеста «God Hates Fags» (рус. «Бог ненавидит педиков»), направленных в частности против проведения гей-парадов.
Ортодоксальный иудаизм
Проведение гей-парадов и участие в них также критикуется со стороны представителей иудаизма. Так в Торонто группа канадских ортодоксальных евреев выступала с критикой в адрес организации евреев-геев «Queers Against Israeli Apartheid» («QuAIA»), участвовавшей в параде. В 2005 году на гей-параде в Иерусалиме Ишай Шлиссель, ортодоксальный иудей из Меа Шеарим, напал на участников шествия с ножом и ранил трёх человек. Отсидев 10 лет в тюрьме, в 2015 году он вновь совершил нападение на шествие, ранив шестерых человек. В 2011 году протестующие иудеи нападали на полицейских, забрасывая их камнями, а у одного из протестующих была обнаружена бомба. Однако некоторые ортодоксальные раввины призвали к признанию прав гомосексуалов.
Проведение гей-парада в Иерусалиме вызывает критику со стороны лидеров иудаизма, христианства и ислама.

### Критика со стороны населения
К числу стран, где гей-парады появились недавно или лишь совершаются первые попытки их проведения, относятся страны постсоветского пространства. В этих странах присутствуют немало возражений и протестов. Так, проведение «Европрайда» в Польше вызвало жаркие дискуссии, которые сопровождались критикой и акциями протеста. В Хорватии демонстрантам гей-парада численностью по разным источникам от 200 до 300 человек противостояли тысячи протестующих.
Нападения с применением актов насилия по отношению к демонстрантам гей-парадов нередко осуществляются со стороны ультраправых и других радикальных движений. Так, в 2001 году участники гей-парада в Белграде подверглись нападениям радикалов, а в 2010 году футбольные фанаты и ультраправые устроили массовые погромы, причинив сербской столице ущерб в €1 млн. Аналогичные нападения отмечались в Братиславе, Бухаресте, Будапеште.
В странах западного мира гей-парады могут являться предметом критики со стороны отдельных лиц и социальных групп, имеющих консервативные убеждения. Например, небольшая группа анти-гей протестующих присутствовала на параде в Брайтоне, хотя в противоположность им находились тысячи людей, поддерживающие участников парада. Около 20 человек протестовали во время гей-парада в Лондоне. В 2010 году на гей-парад в Хельсинки было совершено нападение, осуждённое в дальнейшем президентом и правительством.
В штате Калифорния отмечен случай направления на гей-парад работников пожарного департамента Сан-Диего без их согласия. Некоторые пожарные посчитали участие в гей-параде по приказу начальства оскорблением и подали в суд на городскую администрацию. В частности, они заявили, что в ходе парада некоторые участники шествия «проявляли к ним нездоровый сексуальный интерес». Верховный суд штата Калифорния признал неправомерным принуждение пожарных к участию в параде и обязал муниципальные власти выплатить им компенсацию за моральный ущерб. Начальник пожарной охраны заявил, что впредь участие в гей-парадах будет добровольным.

### Критика внутри ЛГБТ-сообщества
В ЛГБТ-сообществе гей-парад критикуется за свою карнавальную составляющую в ущерб правозащитной. Некоторые политики, правозащитники и представители ЛГБТ-сообщества считают, что карнавальное шествие подменяет первоначальный смысл борьбы за гражданское равенство посредством проведения гей-парадов деполитизированными, конформистскими и коммерческими целями. Присутствие на гей-параде трансвеститов, представителей сексуальных субкультур, а также полуобнажённых людей подвергается критике как искажающее представление общества о ЛГБТ-людях, дискредитирующее тем самым идею защиты толерантности и провоцирующее гомофобию. Некоторые ЛГБТ-активисты упрекают гей-парады в превалирующей ориентировке на интересы и эстетику «белых мужчин», отчего возникают «женские» дайк-марши и так называемые «чёрные» гей-парады афроамериканцев.

## Крупнейшие гей-парады
|    | Город проведения | Организация  | Год  | Оценочное количество участников |
| -- | ---------------- | ------------ | ---- | ------------------------------- |
| 1  | Нью-Йорк         | WorldPride   | 2019 | 4 000 000                       |
| 2  | Сан-Паулу        | Местная      | 2011 | 4 000 000                       |
| 3  | Мадрид           | WorldPride   | 2017 | 3 500 000                       |
| 4  | Мадрид           | EuroPride    | 2007 | 2 300 000                       |
| 5  | Нью-Йорк         | Местная      | 2016 | 2 100 000                       |
| 6  | Сан-Франциско    | Местная      | 2014 | 1 700 000                       |
| 7  | Мадрид           | Местная      | 2019 | 1 600 000                       |
| 8  | Лондон           | Национальная | 2019 | 1 500 000                       |
| 9  | Мадрид           | Местная      | 2016 | 1 500 000                       |
| 10 | Кёльн            | EuroPride    | 2002 | 1 400 000                       |
| 11 | Торонто          | Местная      | 2012 | 1 220 000                       |
| 12 | Кёльн            | Местная      | 2019 | 1 200 000                       |
| 13 | Кёльн            | Местная      | 2018 | 1 200 000                       |
| 14 | Мадрид           | Национальная | 2012 | 1 200 000                       |
| 15 | Чикаго           | Местная      | 2016 | 1 000 000                       |
| 16 | Берлин           | Национальная | 2012 | 1 000 000                       |
| 17 | Кёльн            | Местная      | 2013 | 1 000 000                       |
| 18 | Рим              | EuroPride    | 2011 | 1 000 000                       |
| 19 | Париж            | Национальная | 2010 | 800 000                         |
| 20 | Хьюстон          | Местная      | 2017 | 750 000                         |
| 21 | Лондон           | Местная      | 2014 | 750 000                         |
| 22 | Бостон           | Местная      | 2019 | 750 000                         |
| 23 | Колумбус         | Местная      | 2019 | 750 000                         |
| 24 | Рио-де-Жанейро   | Местная      | 2010 | 700 000                         |
| 25 | Амстердам        | Местная      | 2014 | 560 000                         |
| 26 | Денвер           | Местная      | 2019 | 525 000                         |
| 27 | Рио-де-Жанейро   | Местная      | 2010 | 500 000                         |
| 28 | Сидней           | Местная      | 1993 | 500 000                         |
| 29 | Мехико           | Национальная | 2010 | 500 000                         |
| 30 | Лос-Анджелес     | Местная      | 2015 | 400 000                         |
| 31 | Миннеаполис      | Местная      | 2016 | 400 000                         |
| 32 | Сан-Диего        | Местная      | 2018 | 360 000                         |
| 33 | Атланта          | Местная      | 2018 | 300 000                         |
| 34 | Сидней           | Местная      | 2020 | 300 000                         |
| 35 | Монреаль         | Местная      | 2012 | 290 000                         |
| 36 | Мельбурн         | Местная      | 2020 | 262 000                         |
| 37 | Тель-Авив        | Местная      | 2019 | 250 000                         |
| 38 | Сент-Питерсберг  | Местная      | 2018 | 250 000                         |
| 39 | Рим              | WorldPride   | 2000 | 250 000                         |
| 40 | Новый Орлеан     | Местная      | 2019 | 250 000                         |
| 41 | Тель-Авив        | Местная      | 2018 | 250 000                         |
| 42 | Шарлотт          | Местная      | 2019 | 200 000                         |
| 43 | Белу-Оризонти    | Местная      | 2019 | 200 000                         |
| 44 | Буэнос-Айрес     | Национальная | 2012 | 200 000                         |
| 45 | Вена             | Национальная | 2018 | 200 000                         |
| 46 | Токио            | Местная      | 2019 | 200 000                         |
| 47 | Тайбэй           | Национальная | 2019 | 200 000                         |
| 48 | Майами           | Местная      | 2018 | 180 000                         |
| 49 | Гамбург          | Местная      | 2018 | 180 000                         |
| 50 | Мюнхен           | Местная      | 2018 | 160 000                         |
| 51 | Палермо          | Национальная | 2013 | 150 000                         |
| 52 | Копенгаген       | Местная      | 2014 | 120 000                         |
| 53 | Сеул             | Национальная | 2018 | 120 000                         |

## Комментарии
1. ↑  Нацисты рассматривали гомосексуальность как болезнь или как преступный порок. В связи с тем, что у гомосексуалов не рождалось детей, созданное нацистами Центральное управление Рейха по борьбе с гомосексуализмом и абортами рассматривало эти вопросы вместе. Желание нацистского режима увязать гомосексуальность и аборты вместе являлось отражением ведения политики повышения рождаемости «арийского» населения. Нацистская Германия не пыталась убивать всех гомосексуалов. Тем не менее, нацисты активно преследовали и терроризировали гомосексуалов, заставляли их соответствовать сексуальным и общественным нормам. Это привело к тысячам погибших, у гораздо большего числа людей жизнь была разбита.
2. ↑  Название связано с одним из ЛГБТ-символов — «розовый треугольник».
3. ↑  Маршрут гей-парада может выходить за пределы гей-квартала. // Sydney Mardi Gras focuses on gay marriage. Ninemsn News. 5 марта 2011. Архивировано из оригинала 3 мая 2011. Дата обращения: 8 апреля 2011.
4. ↑  В данном случае, понятие «лучшие варианты» относительно апартаментов включает в себя: количество комнат, спальных мест, цена, расположение относительно проведения основных мероприятий, наличие или отсутствие «seaview» и т. п.
5. ↑  Брендон Бёрк погиб в автокатастрофе 5 февраля 2010 года. После смерти, за его вклад в преодолении гомофобии в хоккее, Бёрку отдали дань памяти несколько известных хоккейных команд, включая Чикаго Блэкхоукс.
6. ↑  Хью́ман Райтс Вотч — транслитерация, используемая на официальном сайте организации
7. ↑  Количество участников согласно официальным данным испанского правительства.
8. ↑  Количество участников варьируется и обычно составляет около 200 человек. // Sydney Mardi Gras focuses on gay marriage. Ninemsn News. 5 марта 2011. Архивировано из оригинала 3 мая 2011. Дата обращения: 8 апреля 2011.
9. ↑  В данном разделе приведены не только мероприятия, непосредственно входящие в ЛГБТ-фестивали и сопутствующие гей-параду, но и мероприятия, представляющие собой самостоятельные события.
10. ↑  Крупнейший ЛГБТ-турнир по теннису в Южном Полушарии.
11. ↑  Данные о том, когда фестиваль впервые заработал разнятся. Так издание «San Francisco Chronicle» описывало его, как «важное событие 1976 года», официальный же сайт мероприятия сообщает, что кинофорум был основан в 1977-м..